# Werftschlüssel
Der Werftschlüssel war ein von der deutschen Kriegsmarine eingesetztes Handschlüsselverfahren. Es wurde von kleineren Marineeinheiten benutzt, wie Hafenschiffen, die nicht im Besitz eines Maschinenschlüssels (Enigma-M3 oder Enigma-M4) waren, aber auch von großen Kriegsschiffen, falls diese mit den kleinen kommunizieren mussten.

## Verfahren
Der Werftschlüssel war im Prinzip eine polyalphabetische bigraphische bipartite Substitution, kombiniert mit einer einfachen Seriation des Klartexts. Dieser wurde dazu in Fünfergruppen geschrieben, die untereinander angeordnet wurden. So erhielt man den Klartext in fünf Spalten und vielen Zeilen. Die jeweils in zwei benachbarten Zeilen direkt untereinanderstehenden Buchstaben wurden als Bigramme aufgefasst und mithilfe von Doppelbuchstabentauschtafeln (Bigramm-Substitutionstabellen ähnlich den Doppelbuchstabentauschtafeln für Kenngruppen) durch Geheim-Bigramme substituiert (ersetzt). Für jede der fünf Spalten wurde eine andere Tauschtafel verwendet. Dazu wurde zweimonatlich (später monatlich) ein (damals) geheimes Schlüsselheft ausgegeben, das zwanzig (später dreißig) Doppelbuchstabentauschtafeln zur Auswahl enthielt.
Jede dieser Tauschtafeln stellte eine quadratische Matrix aus 26 × 26 Buchstaben dar, bei der für jedes der 26² = 676 möglichen Klartext-Bigramme von AA bis ZZ ein Geheim-Bigramm angegeben war. Die Zuordnung war involutorisch gewählt, wenn also beispielsweise AX als PY verschlüsselt wurde, dann wurde PY als AX verschlüsselt. Dies erleichterte zwar den Umgang mit den Tauschtafeln, denn man musste so nicht zwischen Verschlüsselung und Entschlüsselung unterscheiden, gleichzeitig schwächte diese Maßnahme aber die kryptographische Sicherheit des Verfahrens. Außerdem tauchte niemals einer der beiden Klarbuchstaben an irgendeiner Stelle im Geheim-Bigramm wieder auf, sprich AX wurde niemals als ein Bigramm verschlüsselt, in dem ein A oder ein X vorkam. Dies half möglicherweise bei der praktischen Anwendung des Werftschlüssels, weil so Verwechslungen vermindert wurden, stellte aber eine weitere kryptographische Schwächung dar.
Als Ergebnis der Bigramm-Substitutionen erhielt man als Geheimtext wieder Fünfergruppen, die üblicherweise im Morsecode per Funk übertragen wurden. Der befugte Empfänger der Geheimnachricht konnte unter Verwendung des auch ihm bekannten Schlüssels und unter Umkehrung der Verfahrensschritte diesen entschlüsseln und den ursprünglichen Klartext lesen.

## Kryptanalyse
Bereits im April 1940 registrierten die britischen Abfangstationen zum ersten Mal Funksprüche, die – wie sich wenige Wochen später herausstellte – mithilfe des Werftschlüssels verschlüsselt waren. Sie wurden von Codebreakers in Bletchley Park (B.P.) regelmäßig und ohne großen Verzug gebrochen. Insgesamt wurden im Zeitraum von März 1941 bis Februar 1945 etwa 33.000 mit dem Werftschlüssel verschlüsselte deutsche Funksprüche abgefangen und in B.P. entziffert.
Nicht nur der nachrichtendienstliche Inhalt der entzifferten Texte war für die Briten interessant, sondern vor allem die Möglichkeit, die Klartexte als Crib zur Entzifferung von Enigma-Funksprüchen zu nutzen.